# Полана (Лашко)
Полана (словен. Polana) — поселення в общині Лашко, Савинський регіон, Словенія. Висота над рівнем моря: 499,7 м.